# Риаскос, Хоакин
Мануэль Хоакин де Санта Исабель Риаскос Гарсиа (исп. Manuel Joaquín de Santa Isabel Riascos García, 19 ноября 1833 — 8 августа 1875) — колумбийский военный и политический деятель.
Мануэль Хоакин Риаскос родился в 1833 году в округе Ла-Чоррера, Республика Новая Гранада (сейчас это территория Панамы). Вместе с семьёй он впоследствии переехал в Картахену, а затем в Санта-Марту, и в итоге осел в Сьенаге, где занялся сельским хозяйством и бизнесом.
Во время гражданской войны 1860—1862 годов он быстро стал генералом, воюя на стороне повстанцев, но 14 января 1862 года попал в плен и провёл 11 месяцев в заключении в Медельине.
Соединённые Штаты Колумбии после своего основания находились в состоянии, которое колумбийские историки метко назвали «организованной анархией». В 1864 году находящийся во главе вооружённой армии Хоакин Риаскос сверг президента Суверенного штата Магдалена Хосе-Марию Луиса Эрреру и объявил временным президентом штата себя. 24 апреля 1867 года он стал президентом штата уже на легальном основании.
Принятая в 1863 году Конституция Соединённых Штатов Колумбии отменила в стране пост вице-президента, и ввела посты «Designado Presidencial» — первый (Primer), второй (Segundo) и третий (Tercer); занимающие эти посты люди должны были исполнять обязанности президента (в указанном порядке) в случае его отсутствия (а также невозможности исполнения президентских обязанностей предыдущим Designado Presidencial). В 1867 году Конгресс Колумбии назначил на очередной календарный год в качестве Designado Presidencial очередных трёх человек: Сантоса Гутьерреса, Сантоса Акосту и Хоакина Риаскоса.
29 апреля 1867 года, через пять дней после того, как Хоакин Риаскос официально встал во главе Магдалены, президент страны Томас Сиприано де Москера разогнал Конгресс, ввёл в стране военное положение и объявил себя высшей властью. Не имея точной информации о происходящем, но зная, что Сантос Гутьеррес находится за границей, Хоакин Риаскос 12 мая 1867 года объявил себя, как Tercer Designado Presidencial, исполняющим обязанности президента страны.
Тем временем 23 мая 1867 года произошёл военный переворот: полковник Даниэль Дельгадо Парис арестовал Томаса Сиприано де Москера и передал власть Сантосу Акосте как Segundo Designado Presidencial. Из-за трудностей коммуникаций в то время Хоакин Риаскос узнал о произошедшем в столице перевороте лишь в июне, и официально передал президентские полномочия Сантосу Акосте. В атмосфере радости после победы над Москерой Конгресс официально признал (закон № 15 от 1868 года), что в той ситуации Хоакин Риаскос действовал в соответствии с Конституцией и официально являлся президентом; таким образом в течение 36 дней у Соединённых Штатов Колумбии было два официальных президента (Риаскос и Акоста). По окончании срока полномочий как главы Суверенного штата Магдалена Хоакин Риаскос удалился в Сьенагу, где вновь занялся сельским хозяйством и бизнесом.